# Motorvägar i Montenegro
Montenegro förklarade sig självständigt år 2006. Innan dess ingick det i Jugoslavien och unionen Serbien och Montenegro.
Montenegro är glest befolkat och har inga riktiga motorvägar ännu.
Vägen mellan Podgorica - Bar (E65/väg 2) var färdigbyggd 2005 som den modernaste i Montenegro. Vägen har en 4,2 km lång tunnel, Sozinatunneln (avgiftsbelagd).
Riktiga motorvägar planeras att byggas. Mellan Bar och Boljare (i norra Montenegro) ska en motorväg byggas, mer än 100 km, kostnad två miljarder euro. Den byggs av ett privat bolag mot vägavgifter och statligt stöd (PPP=public/private partnership). Deadline för bud från privata företag var i juli 2008.